# آرشي بيل (مغن مؤلف)
آرشي بيل (بالإنجليزية: Archie Bell)‏ هو مغن مؤلف أمريكي، ولد في 1 سبتمبر 1944 في هندرسون في الولايات المتحدة.

## وصلات خارجية
- آرشي بيل على موقع ميوزك برينز (الإنجليزية)
- آرشي بيل على موقع أول ميوزيك (الإنجليزية)
- آرشي بيل على موقع ديسكوغز (الإنجليزية)